# ТМЭ1
Тепловоз ТМЭ1 — тепловоз маневровый с электрической передачей с осевой формулой 3О−3О, являющейся глубокой модернизацией тепловоза ЧМЭ3, производимой компанией CZ LOKO для Белорусской железной дороги в локомотивном депо Лида.

## История

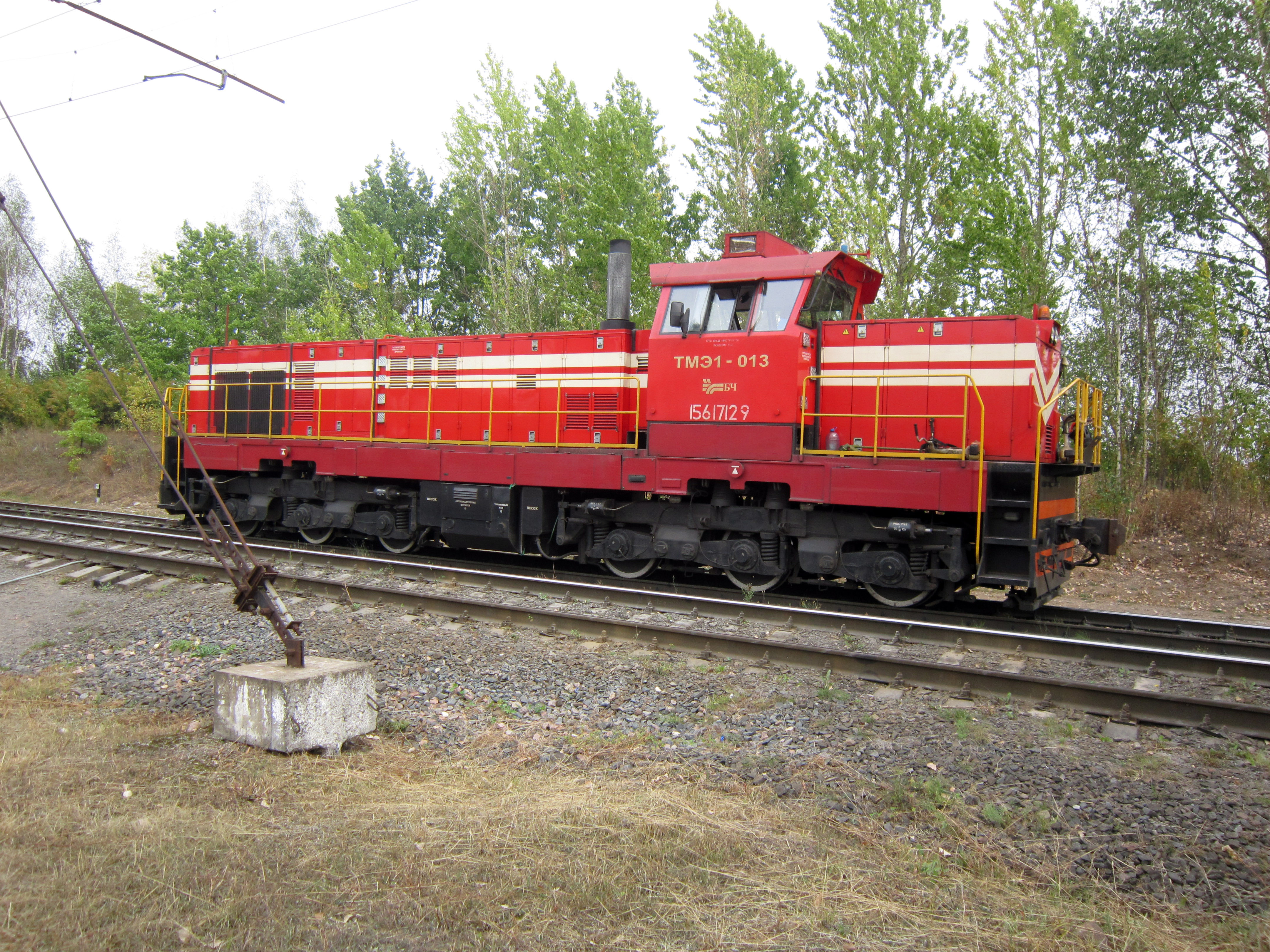
ТМЭ1 №013 БЧ на станции Шабаны, Минск

Исторически сложилось, что на Белорусской железной дороге основным маневровым тепловозом является ЧМЭ3. Но его выпуск был прекращён в 1992 году, а самый «молодой» маневровый тепловоз ЧМЭ3Т поступил на работу в депо Барановичи БелЖД осенью 1991 года. С тех пор парк маневровых тепловозов не обновлялся. Поэтому впоследствии встал вопрос о покупке новых маневровых тепловозов или о глубокой модернизации имеющихся. На последнем варианте и решили остановиться. Проведение модернизации тепловозов на Белорусской железной дороге было организовано в соответствии с разработанной в мае 2010 года концепцией обновления парка локомотивов. За основу взяли проект чешской фирмы «CZ LOKO a.s.» и с ней был заключён контракт. С чешской стороны договор предусматривает поставку машинокомплектов: кабины и кузова для локомотива, а также всех деталей, входящих в кузов: силовую установку, компрессор, двигатель и так далее. Сама же модернизация проходит в локомотивном депо Лида.

## Конструкция

### Кузов и тележки
В ходе модернизации тепловоз подвергается настолько серьёзным конструктивным изменениям, что фактически на базе ходовой части ЧМЭ3 создаётся новый тепловоз. От ЧМЭ3 остаются только рамы тележек, которые подвергаются модернизации, в ходе которой упраздняется конструкция подвешивания с помощью боковых болтов и устанавливаются элементы для опор кузова на резино-металлических элементах.
Тепловозы получают новый кузов капотного типа с большим и малым капотами уменьшенной высоты, при этом сохраняется асимметричное расположение кабины и боковые наружные проходы. Как и у ЧМЭ3, капоты с оборудованием сужены по сравнению с шириной рамы, а полную ширину рамы занимает только кабина управления. На большом капоте в непосредственной близости перед кабиной установлена выхлопная труба.
Новая кабина имеет панорамное остекление со всех сторон и за счёт наличия торцевых стёкол и занижения капотов ниже их уровня позволяет машинисту иметь удобный обзор. Двери в кабину расположены в торцевых частях с левой стороны относительно вида из кабины, центральную и правую часть торцов кабины занимают 2 стекла, которые расположены несколько выше боковых. Кабина имеет прямые стенки ниже уровня стёкол, на уровне стёкол и выше боковые стенки имеют положительный уклон (по направлению к центру при переходе снизу вверх), а торцевые — отрицательный уклон (верхняя часть выступает вперёд).
Главная рама существенно переделывается, на ней заменяется конструкция центрального подвешивания, размещается балласт, организуется место для установки новой дизель-генераторной установки, блока охлаждения, вспомогательных приводов, блока пневматического оборудования, кабины, блока электрических аппаратов. По торцам рамы локомотива установлены автосцепки СА-3 с ударно-поглощающими аппаратами. Рама опирается на две трёхосные тележки, между ними к ней снизу подвешен топливный бак.

### Силовое оборудование
Основная часть силового ооборудования тепловоза располагается внутри большого капота. Устанавливается дизель-генератор LOCAT 3512/631 «Caterpillar» (четырёхтактный 12-цилиндровый V-образный дизель с турбонаддувом и электронным впрыском топлива). Запуск двигателя внутреннего сгорания электрический, производится от аккумуляторных батарей. Тяговый генератор — «Siemens» мощностью 1455 кВт.

### Тормозное оборудование
Тепловоз оборудован двухрежимным электродинамическим (реостатным) тормозом, автоматическим и прямодействующим пневматическим тормозом DAKO с электроуправлением, двухступенчатым стояночным тормозом.

### Интерьер кабины машиниста
Новая кабина машиниста обеспечивает значительные улучшения условий труда локомотивных бригад. В кабине смонтированы два диагонально расположенных эргономичных пульта управления. Пульты управления полностью идентичны и при любом направлении движения позволяют осуществлять управление тепловозом с любого из них. Локомотив оборудован микропроцессорной системой диагностики с дисплеями на пультах управления, которая обеспечивает непрерывный автоматический контроль параметров работы узлов и агрегатов.
Напротив пультов управления установлено два анатомических кресла с горизонтальной и вертикальной регулировкой. Повышенная обзорность обеспечивается большими передними окнами с отрицательным наклоном стёкол, оборудованных противосолнечными шторками и стеклоочистителями с электроприводом. Микроклимат в кабине обеспечивается с помощью радиаторов отопления, включённых в систему охлаждения дизеля, тепловоздушного отопительного агрегата типа «Webasto» и кондиционера. Также в кабине устанавливается термоблок для продуктов питания, микроволновая печь, холодильник и умывальник.

## Выпуск
По планам в 2010–2014 годах на Белорусской железной дороге планируется модернизировать 50 маневровых тепловозов. В том числе в 2011 году изготовили их 12: 9 — серии ТМЭ1 и 3 — серии ТМЭ2. В 2013 году сделано 20 тепловозов. В 2014 году изготовлено 30 секций.

## Эксплуатация
Подсчитано, что в результате модернизации эксплуатационные расходы локомотивов снизятся на 40%, экономия топлива составит 30%, масла — до 80%. Нагрузка на ось повысится до 21 тонны. Новые локомотивы будут использоваться для работы с тяжёлыми поездами на сортировочных станциях и в вывозном движении.